# BlueCash
BlueCash – system umożliwiający dokonanie natychmiastowych przelewów bankowych obsługiwany przez Blue Media. 

## Opis
System dostępny jest 24 godziny na dobę, 7 dni w tygodniu. Funkcjonuje na zasadzie rozbicia jednego przelewu międzybankowego na dwa przelewy wewnątrzbankowe. Wykorzystane są w tym przypadku konta bankowe Blue Media, które pośredniczą w transakcji. Jedynym wymogiem odnośnie do korzystania z BlueCash jest uczestnictwo w systemie obu banków w transferze środków.
Powstał na podstawie zgody Prezesa Narodowego Banku Polskiego z 25 listopada 2011 r. oraz jest nadzorowany przez NBP.
System BlueCash dostępny jest w następujących bankach:
- Alior Bank
- Bank Handlowy w Warszawie
- Bank Millennium
- Bank Nowy
- Bank Ochrony Środowiska
- Bank Pekao
- Bank Pocztowy
- BNP Paribas Bank Polska
- Credit Agricole Bank Polska
- ING Bank Śląski
- mBank
- Nest Bank
- PKO BP
- Santander Bank Polska
- VeloBank

oraz w wybranych bankach spółdzielczych.